# Vega C
För andra betydelser, se Vega.
Vega C är en raket utvecklad av ASI och ESA. Raketen är en vidareutveckling av Vega-raketen och delar från Ariane 6-raketen. Första uppskjutningen gjordes den 13 juli 2022.
Raketen kommer bland annat användas för att skjuta upp ESAs Space Rider.

## Konstruktion
Raketen består av tre steg med fast bränsle och ett övre steg med flytande bränsle. Huvudorsakerna till att man valt tre fastbränslesteg är att de är enkla och billiga att tillverka. För att kunna kompensera för små avvikelser i fastbränslestegen valde man ett steg med flytande bränsle till fjärde steg, detta gör att man även kan placera olika laster i olika omloppsbana under samma uppskjutning. 

### Noskon
Noskonen är 3,3 meter i diameter och 9 meter hög.

### Kontrollsystem
Raketens kontrollsystem är integrerat med raketens fjärde steg.

### AVUM+
Raketens fjärde steg kallas AVUM+ och är ett raketsteg baserat på flytande bränsle.

### Zefiro 9
Raketens tredje steg kallas Zefiro 9 och är ett fastbränslesteg med 10 ton bränsle.

### Zefiro 40
Raketens andra steg kallas Zefiro 40 och är ett fastbränslesteg med 36 ton bränsle.

### P12
Raketens första steg kallas P120 och kommer även användas av Ariane 6-raketen